# الهروب إلى القمة (مسلسل)
الهروب إلى القمة مسلسل سوري اجتماعي أنتج عام 2003 يحكي قصة إنسانية، بطولة مجموعة من نجوم الدراما السورية.

## بطولة
- جومانا مراد (بدور بدور روعة)
- عبد الهادي صباغ (بدور بدور هشام)
- أناهيد فياض (بدور بدور مها ابنة هشام)
- وائل رمضان (بدور بدور سامي)
- شكران مرتجى (بدور بدور نورا)
- ميرنا مكرزل (بدور ليلى)
- محمد خير الجراح (بدور بدور عدنان)
- قمر خلف (بدور بدور عامر)
- تيسير إدريس (بدور المحامي)
- فاتن شاهين (بدور أم نورس)
- تولاي هارون (بدور حنان)
- خالد تاجا (بدور بديع)
- بشار زرقان (بدور نبيل)
- نجاح حفيظ (بدور زوجة بديع بيك)
- عصام عبه جي (بدور أبو صلاح)
- ياسين عدس
- لينا مراد (بدور ناديا)
- مريم علي (بدور اميرة)
- مأمون الفرخ (بدور عماد)
- إيمان عبد العزيز (بدور أم صلاح)
- صالح الحايك (بدور أبو ناديا)
- أحمد منصور (بدور أبو سامي)
- نور الدين مارديني